# Rifugio Auronzo
Il rifugio Auronzo (in tedesco, Auronzohütte) è un rifugio situato nei pressi della forcella Longères, nel comune di Auronzo di Cadore, in provincia di Belluno, a 2.333 m s.l.m.. Dal rifugio si gode di un ampio panorama sulle Tre Cime di Lavaredo, la Croda dei Toni, il gruppo dei Cadini di Misurina, il monte Cristallo, il lago di Misurina e la Val d'Ansièi. È spesso usato come punto d'appoggio per la via ferrata De Luca-Innerkofler sul monte Paterno, per il giro attorno alle Tre Cime di Lavaredo e per l'Alta via n. 4.

## Storia
Nell'800 gli austriaci avevano iniziato a costruire alcuni rifugi sul loro versante delle Tre Cime e quindi fu deciso che bisognava operare allo stesso modo sul versante italiano.
Nel 1912, con l'aiuto del comune di Auronzo, si iniziò la costruzione del Rifugio Longères, completato e inaugurato però solamente il 2 ottobre 1925 col nome di Rifugio Principe Umberto.
Con l'avvento della Repubblica, gli fu dato il nome Bruno Caldart (una giovane guida di Auronzo che morì cadendo dalla Cima Piccola di Lavaredo).
Il rifugio subì un incendio nel 1955 e grazie all'allora presidente della locale sezione del CAI Silvio Monti il rifugio fu nuovamente restaurato e ampliato, dandogli il suo attuale nome.

## Accessi
- Il rifugio è raggiungibile da una strada carrozzabile, aperta solo da maggio a ottobre, con parcheggi a pagamento, di 9 chilometri dal lago di Misurina, servita anche da mezzi pubblici.[2] Dal lago è sempre possibile risalire al rifugio anche attraverso diversi sentieri:
- da Lago d'Antorno (sentiero 101) in 1,5 ore,
- da Malga Rin Bianco (sentiero 108) in 1,5 ore
- da Auronzo attraverso il sentiero 104 percorribile in 4 ore lungo la Val Marzón (alla periferia di Auronzo di Cadore)
- dalla Val Fiscalina nel comune di Sesto Pusteria, raggiungendo  prima il rifugio dal Rifugio Antonio Locatelli e poi un'ora e mezzo di cammino verso sud.
- Dal Rifugio Zsigmondy-Comici in 3 ore di cammino.
- Dal Rifugio Fratelli Fonda Savio attraverso il sentiero Bonacossa in 2 ore e mezza.

## Galleria d'immagini

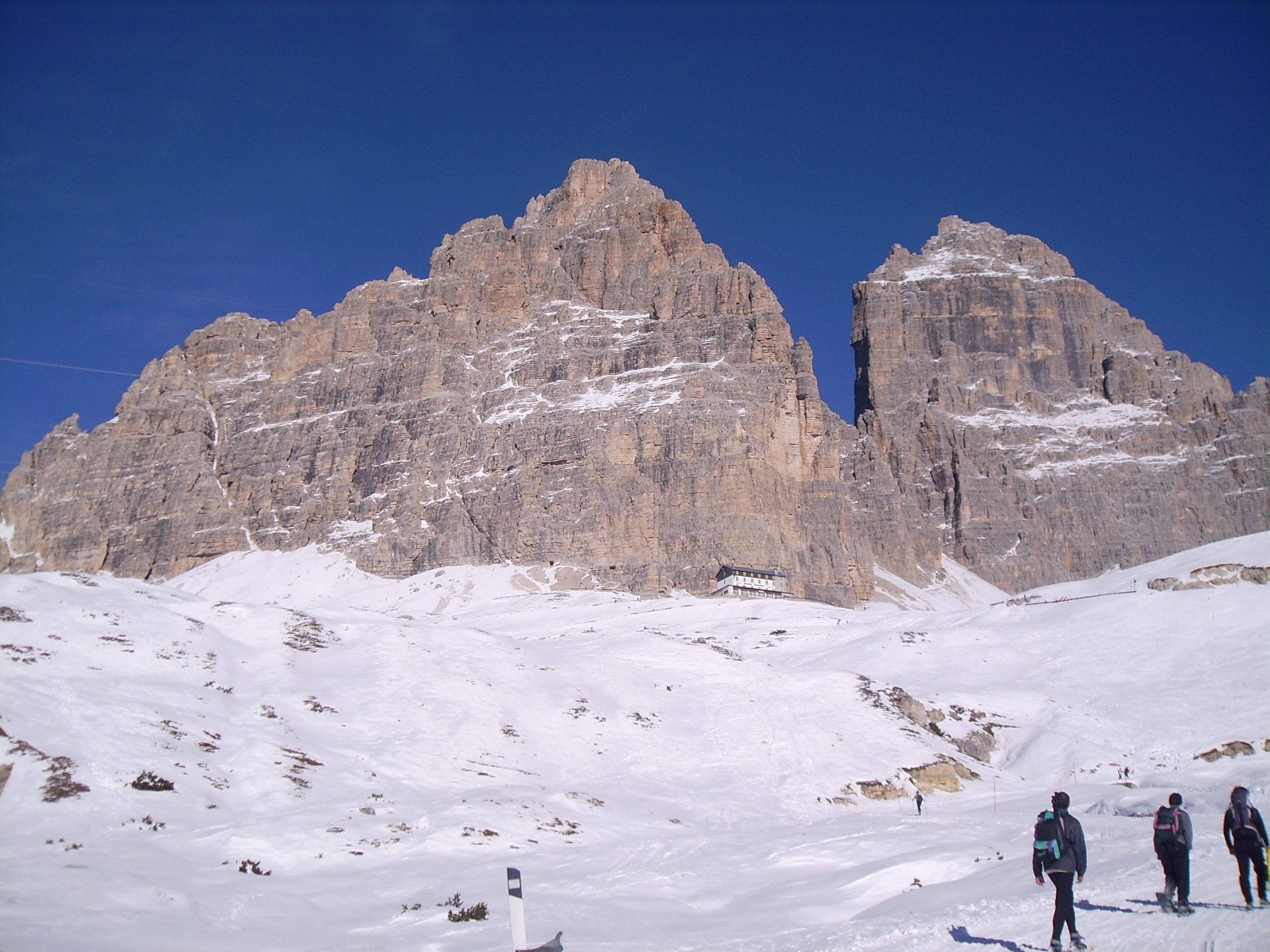
Le pareti meridionali delle Tre Cime di Lavaredo.
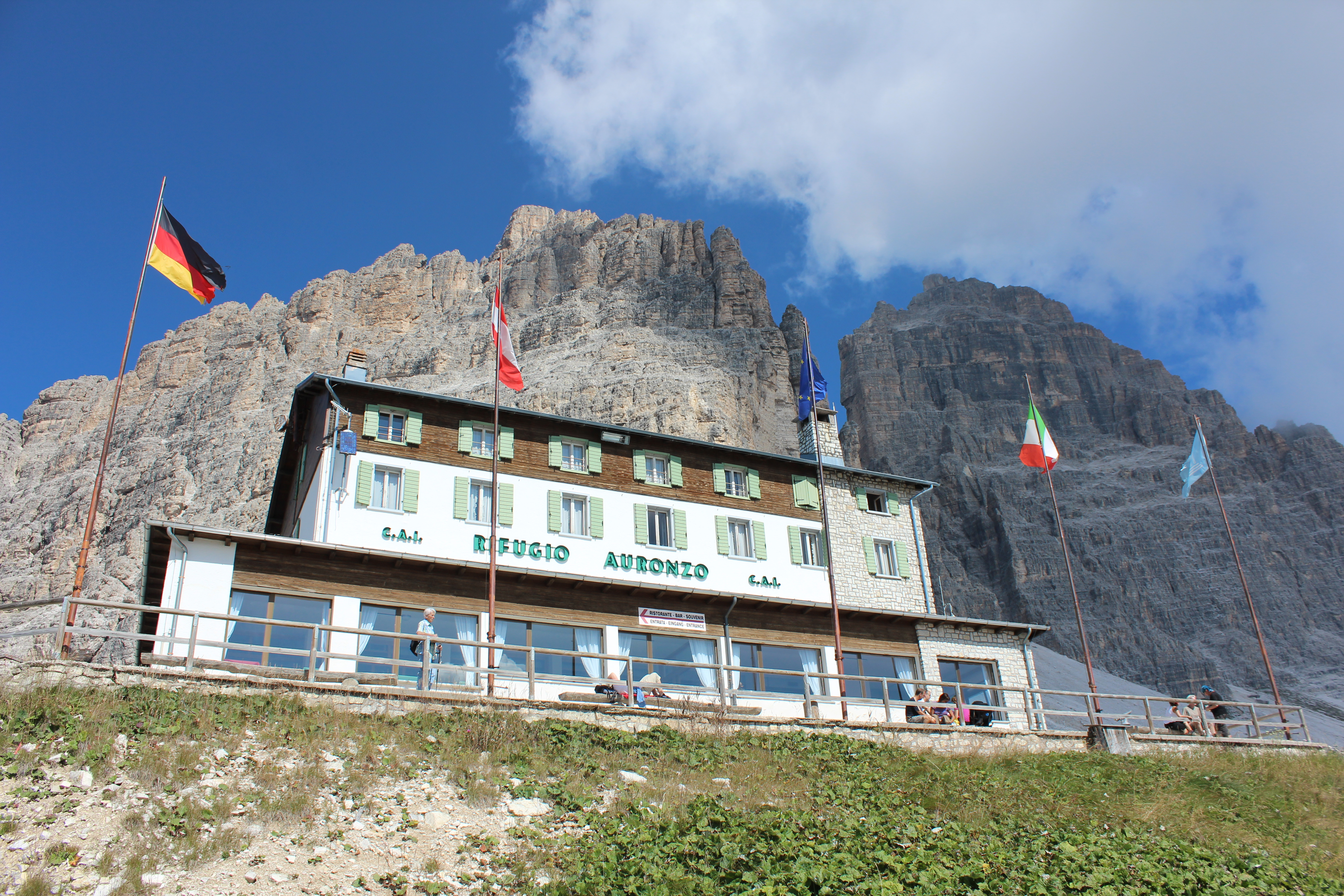
Il rifugio dal parcheggio.
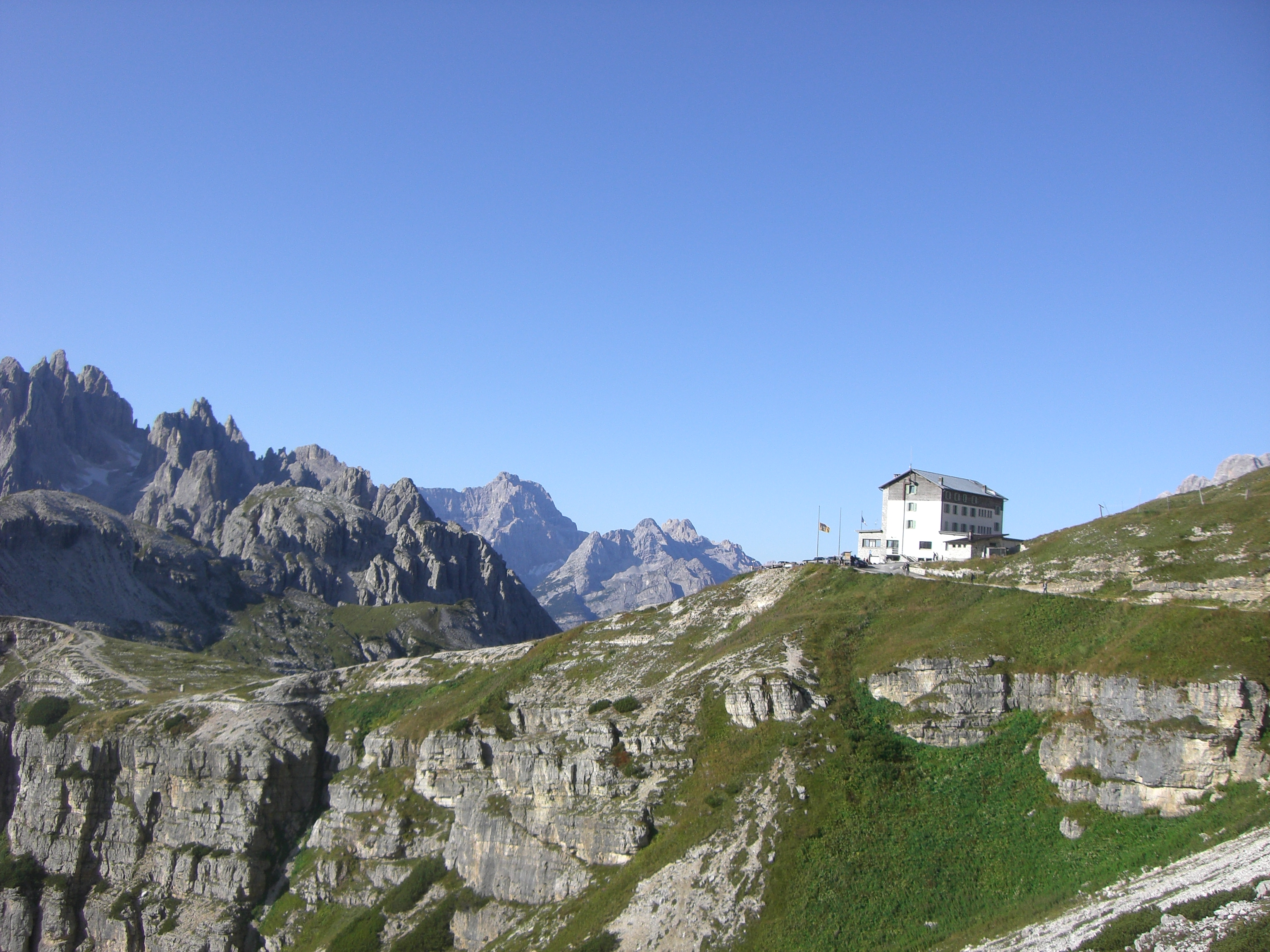
Il rifugio con panoramica sud-occidentale.